# Prešernov dan
Prešernov dan (s polnim uradnim imenom Prešernov dan, slovenski kulturni praznik) je osrednji slovenski kulturni praznik in državni praznik - dela prost dan v Republiki Sloveniji, ki ga praznujemo na 8. februar, obletnico smrti največjega slovenskega pesnika Franceta Prešerna. Na ta dan poteka osrednja državna proslava, na kateri podelijo Prešernove nagrade in nagrade Prešernovega sklada za vrhunske dosežke na področju umetnosti v Sloveniji.
Na začetku druge svetovne vojne leta 1941 je po sklepu osvobodilnega gibanja postalo vseslovensko praznovanje obletnice pesnikovega rojstva. 1942 so tudi z mislijo na Prešerna predlagali 7. februar kot slovenski narodni praznik vseslovanske enotnosti. 8. februar pa se kot praznik slovenske kulture praznuje od leta 1945 naprej, predlog zanj so podali člani odseka za prosveto pri Predsedstvu SNOS 28. januarja 1945 v Črnomlju. Dan pesnikove smrti februarja in ne njegovega rojstva decembra je bil primeren zato, ker je tedaj mogoče kritično pregledati kulturne dosežke minulega leta. Po nedokumentiranem pričevanju Borisa Paternuja, ki se je skliceval na Božidarja Jakca, je bil datum smrti namesto datuma rojstva izbran za praznik zato, ker je bilo šele februarja 1945 mogoče praznovanje na osvobojenem ozemlju.